# Liste des anciennes routes du Québec
Toutes les routes numérotées entre 0 et 100 ont été renumérotées dans les années 1970. Certaines de ces routes ont été numérotées comme des routes entre 101 et 399 alors que d'autres sont devenues des autoroutes numérotées entre 0 et 99 ou au-dessus de 400,,.

## Histoire
Avant le début des années 1970, les routes provinciales du Québec étaient numérotées de 1 à 108. Avec le développement et la bonification du réseau autoroutier, de même qu'avec l'effert de simplifier les liens routiers et d'éliminer la confusion des automobilistes, celles-ci ont été renumérotées. D'abord proposée en 1966 pour l'ouverture de l'Expo 67, la renumérotation n'a eu lieu qu'au début des années 1970. Faisant partie des changements, le bouclier bleu des autoroutes et le bouclier vert des routes provinciales ont été introduits.

## Liste des anciennes routes
- Route 1, depuis Montréal jusqu'à Québec via Sherbrooke, maintenant route 112 et route 171.
- Route 2, depuis Rivière-Beaudette jusqu'à Dégelis. Faisant originellement partie d'une Route 2 interprovinciale reliant l'Ontario (route 2) au Nouveau-Brunswick (route 2) et jusqu'en Nouvelle-Écosse (route 2), maintenant A-20 et A-85.
- Route 2A, maintenant route 230.
- Route 2B, maintenant autoroute 520 à Montréal.
- Route 2C, maintenant route 138 à Québec.
- Route 3, maintenant route 132 entre la frontière avec l'État de New York et Lévis.
- Route 3A, maintenant route 201.
- Route 4, maintenant route 138 entre la frontière avec l'État de New York et Montréal.
- Route 5, maintenant route 143 et route 116 entre Stanstead et Québec; prolongement de la US 5.
- Route 6, maintenant route 132 autour de la Gaspésie.
- Route 6A, maintenant route 197.
- Route 7, maintenant route 133, route 104 et route 112 depuis le Vermont (I-89 jusqu'à Montréal (Pont Victoria; prolongement de la US 7.
- Route 8, maintenant route 148 entre Laval et Gatineau.
- Route 8A, maintenant route 344 entre le pont interprovincial de Grenville et la route 148.
- Route 9, maintenant autoroute 15 et autoroute 20 entre la frontière avec l'État de New York et Montréal; prolongement de la US 9 puis, entre Montréal et Québec sur l'A-20.
- Route 9A, maintenant route 221 et route 217.
- Route 9B, maintenant route 223, route 104 et route 134; prolongement de la NY 9B.
- Route 9C, maintenant route 132.
- Route 10, maintenant route 132 entre Rivière-du-Loup et Matane.
- Route 11, maintenant route 117 et route 105.
- Route 11A, maintenant route 117.
- Route 12, maintenant route 233 et route 137.
- Route 13, maintenant route 139, route 143, autoroute 20 et ancienne route 155.

- Route 14, maintenant route 201.
- Route 15 , maintenant route 138.
- Route 15A, maintenant route 362.
- Route 15B , maintenant route 360.
- Route 16, maintenant route 170 et route 372.
- Route 16A, maintenant route 170.
- Route 17, maintenant autoroute 40, route 342 et autoroute 20 à l'ouest de Montréal; prolongement de la route 17 de l'Ontario.
- Route 18, maintenant autoroute 25 et route 125.
- Route 19, maintenant route 155.
- Route 19A, maintenant route 159.
- Route 19B, maintenant route 153.
- Route 20, maintenant route 122.
- Route 21, maintenant route 133.
- Route 22, maintenant route 147, route 143 et route 122.
- Route 23, maintenant route 173.
- Route 24, maintenant route 204.
- Route 25, maintenant route 281.
- Route 25A, maintenant route 279.
- Route 26, maintenant route 283.
- Route 27, maintenant route 253.
- Route 27A, maintenant route 210.
- Route 28, maintenant route 108.
- Route 29, maintenant route 344.
- Route 30, maintenant route 329.
- Route 31, maintenant route 327.
- Route 32, maintenant route 116 et route 255.
- Route 33, maintenant route 341.
- Route 34, maintenant route 161.
- Route 35, maintenant route 309.
- Route 36, maintenant route 205, route 209 et route 219.
- Route 37, maintenant rues locales de Montréal; faisait le tour de l'Île de Montréal.
- Route 38, maintenant rues locales de Laval; faisait le tour de l'Île Jésus.
- Route 39, maintenant route 243.
- Route 40, maintenant route 104.
- Route 40A, maintenant route 104.

- Route 41, maintenant route 158.
- Route 42, maintenant route 158, route 343 et route 347.
- Route 43, maintenant route 347 et route 131.
- Route 43A, maintenant route 348.
- Route 44, maintenant route 349.
- Route 45, maintenant route 386 et route 111.
- Route 46, maintenant route 101.
- Route 47, maintenant route 223.
- Route 48, maintenant route 343 et route 131.
- Route 49, maintenant route 218, route 265 et route 165.
- Route 50, maintenant route 141.
- Route 51, maintenant route 289.
- Route 52, maintenant route 202.
- Route 53, maintenant route 277.
- Route 54, maintenant route 175.
- Route 54A, maintenant route 169.
- Route 54B, maintenant Boulevard Henri-Bourassa et Boulevard Talbot à Québec.
- Route 54C, maintenant 1ère Avenue à Québec.
- Route 55, maintenant route 169 autour du Lac-Saint-Jean.
- Route 56, maintenant route 381.
- Route 57, maintenant route 323.
- Route 58, maintenant route 117 et route 113.
- Route 59, maintenant route 117.
- Route 60, maintenant route 111.
- Route 61, maintenant route 109.
- Route 62, maintenant route 382.
- Route 63, maintenant route 393.
- Route 64, maintenant route 397.
- Route 65, maintenant route 335.
- Route 68, maintenant route 225.
- Route 105A, maintenant Chemin de la Vallée-Missisquoi; prolongement de la VT 105A. Il n'y a jamais eu de route 105 dans l'ancien système.
- Route 108, maintenant route 237; prolongement de la VT 237.